# Mongoliet i olympiska sommarspelen 2008
Mongoliet i olympiska sommarspelen 2008 bestod av idrottare som blivit uttagna av Mongoliets olympiska kommitté. Detta var landets mest framgångsrika OS någonsin, och aldrig tidigare har någon guldmedalj tagits. I olympiska sommarspelen 2008 togs totalt 4 medaljer, 2 guld och 2 silver.

## Boxning
- Huvudartikel: Boxning vid olympiska sommarspelen 2008

| Tävlande                   | Viktklass       | Sextondelsfinal      | Åttondelsfinal         | Kvartsfinal             | Semifinal              | Final                     |                  |
| Tävlande                   | Viktklass       | Motståndare Resultat | Motståndare Resultat   | Motståndare Resultat    | Motståndare Resultat   | Motståndare Resultat      |                  |
| -------------------------- | --------------- | -------------------- | ---------------------- | ----------------------- | ---------------------- | ------------------------- | ---------------- |
| Pürevdorjiin Serdamba      | Lätt flugvikt   | Serugo (UGA) W 9-5   | Yáñez (USA) W 8-7      | Ruenroeng (THA) W 5-2   | Hernández (CUB) W +8-8 | Zou Shiming (CHN) L RET   |                  |
| Enkhbatyn Badar-Uugan      | Bantamvikt      | Valdez (MEX) W 15-4  | Nevin (IRL) W 9-2      | Ikgopoleng (BOT) W 15-2 | Gojan (MDA) W 15-2     | Yankiel León (CUB) W 16-5 |                  |
| Zorigtbaataryn Enkhzorig   | Fjädervikt      | Ouatine (MAR) W 10-1 | Torriente (CUB) L 10-9 | Gick inte vidare        | Gick inte vidare       | Gick inte vidare          |                  |
| Uranchimegiin Mönkh-Erdene | Lätt weltervikt | Bwalya (ZAM) W 12-8  | Georgiev (BUL) W 10-3  | Vastine (FRA) L 12-4    | Gick inte vidare       | Gick inte vidare          | Gick inte vidare |

## Brottning
- Huvudartikel: Brottning vid olympiska sommarspelen 2008

| Tävlande                | Gren                | Kvalifikation                  | 1/8 Final                     | Kvartsfinal          | Semifinal            | Återkval 1           | Återkval 2           | Final                |
| Tävlande                | Gren                | Motståndare Resultat           | Motståndare Resultat          | Motståndare Resultat | Motståndare Resultat | Motståndare Resultat | Motståndare Resultat | Motståndare Resultat |
| ----------------------- | ------------------- | ------------------------------ | ----------------------------- | -------------------- | -------------------- | -------------------- | -------------------- | -------------------- |
| Bayaraagiin Naranbaatar | Fristil, bantamvikt |                                | Kuduchov (RUS) L 0-1, 0-1     | Gick inte vidare     | Gick inte vidare     | Gick inte vidare     | Gick inte vidare     | Gick inte vidare     |
| Buyanjavyn Batzorig     | Fristil, lättvikt   | Barnes (RSA) W 2-1, 7-1        | Farniev (RUS) L 1-0, 0-2, 2-3 | Gick inte vidare     | Gick inte vidare     | Gick inte vidare     | Gick inte vidare     | Gick inte vidare     |
| Chagnaadorjiin Ganzorig | Fristil, mellanvikt | Temrezov (AZE) L 0-3, 1-0, 0-3 | Gick inte vidare              | Gick inte vidare     | Gick inte vidare     | Gick inte vidare     | Gick inte vidare     | Gick inte vidare     |
| Tsogtbazaryn Enkhjargal | Fristil, flugvikt   |                                | Merleni (UKR) F               | Gick inte vidare     | Gick inte vidare     | Gick inte vidare     | Gick inte vidare     | Gick inte vidare     |
| Naidangiin Otgonjargal  | Fristil, lättvikt   |                                | Verbeek (CAN) L 0-3, 0-4      | Gick inte vidare     | Gick inte vidare     | Gick inte vidare     | Gick inte vidare     | Gick inte vidare     |
| Badrakhyn Odonchimeg    | Fristil, mellanvikt | Xu (CHN) L 3-5, 0-4            | Gick inte vidare              | Gick inte vidare     | Gick inte vidare     | Gick inte vidare     | Gick inte vidare     | Gick inte vidare     |

## Friidrott
- Huvudartikel: Friidrott vid olympiska sommarspelen 2008

Förkortningar
- Noteringar – Placeringarna avser endast löparens eget heat
- Q = Kvalificerad till nästa omgång
- q = Kvalificerade sig till nästa omgång som den snabbaste idrottaren eller, i fältgrenarna, via placering utan att uppnå kvalgränsen.
- NR = Nationellt rekord
- N/A = Omgången ingick inte i grenen
- Bye = Idrottaren behövde inte delta i denna omgång

Herrar
Bana och landsväg
| Idrottare        | Gren    | Final    | Final     |
| Idrottare        | Gren    | Resultat | Placering |
| ---------------- | ------- | -------- | --------- |
| Bat-Ochir Ser-Od | Maraton | 2:24:19  | 52        |

Damer
Bana & landsväg
| Idrottare               | Gren  | Heat     | Heat      | Semifinal        | Semifinal        | Final            | Final            |
| Idrottare               | Gren  | Resultat | Placering | Resultat         | Placering        | Resultat         | Placering        |
| ----------------------- | ----- | -------- | --------- | ---------------- | ---------------- | ---------------- | ---------------- |
| Batgereliin Möngöntuyaa | 400 m | 58.14    | 8         | Gick inte vidare | Gick inte vidare | Gick inte vidare | Gick inte vidare |

## Judo
Herrar
| Idrottare                   | Gren                     | Inledande omgång     | Sextondelsfinal               | Åttondelsfinal                | Kvartsfinal                | Semifinal                   | Återkval 1                  | Återkval 2                   | Återkval 3                 | Final / BM                  | Final / BM       |
| Idrottare                   | Gren                     | Motståndare Resultat | Motståndare Resultat          | Motståndare Resultat          | Motståndare Resultat       | Motståndare Resultat        | Motståndare Resultat        | Motståndare Resultat         | Motståndare Resultat       | Motståndare Resultat        | Placering        |
| --------------------------- | ------------------------ | -------------------- | ----------------------------- | ----------------------------- | -------------------------- | --------------------------- | --------------------------- | ---------------------------- | -------------------------- | --------------------------- | ---------------- |
| Chasjbaataryn Tsagaanbaatar | Extra lättvikt (-60 kg)  | BYE                  | Yekutiel (ISR) L 0000–0001    | Gick inte vidare              | Gick inte vidare           | Gick inte vidare            | Gick inte vidare            | Gick inte vidare             | Gick inte vidare           | Gick inte vidare            | Gick inte vidare |
| Gantömöriin Dashdavaa       | Lättvikt (-73 kg)        | i.u.                 | Reser (USA) W 0111–0100       | Wilkomirski (POL) W 0012–0010 | Maloumat (IRI) L 0010–1100 | Gick inte vidare            | BYE                         | Kanamaru (JPN) L 0000–0100   | Gick inte vidare           | Gick inte vidare            | Gick inte vidare |
| Damdinsürengiin Nyamkhüü    | Halv mellanvikt (-81 kg) | BYE                  | Elmont (NED) L 0000–0001      | Gick inte vidare              | Gick inte vidare           | Gick inte vidare            | Maddaloni (ITA) W 1000–0000 | Mrvaljević (MNE) W 1002–0000 | Krawczyk (POL) W 1010–0001 | Gontiuk (UKR) L 0100–0110   | 5                |
| Naidangiin Tüvsjinbajar     | Halv tungvikt (-100 kg)  | i.u.                 | Suzuki (JPN) W 1000–0000      | Behrla (GER) W 0021–0001      | Jang (KOR) W 0011–0010     | Miraliyev (AZE) W 0010–0000 | BYE                         | BYE                          | BYE                        | Zjitkejev (KAZ) W 0120–0001 | 1                |
| Makhgalyn Bayarjavkhlan     | Tungvikt (+100 kg)       | BYE                  | Wojnarowicz (POL) L 0000–1000 | Gick inte vidare              | Gick inte vidare           | Gick inte vidare            | Gick inte vidare            | Gick inte vidare             | Gick inte vidare           | Gick inte vidare            | Gick inte vidare |

Damer
| Idrottare               | Gren                     | Sextondelsfinal              | Åttondelsfinal                | Kvartsfinal                | Semifinal            | Återkval 1                     | Återkval 2                 | Återkval 3                 | Final / BM              | Final / BM       |
| Idrottare               | Gren                     | Motståndare Resultat         | Motståndare Resultat          | Motståndare Resultat       | Motståndare Resultat | Motståndare Resultat           | Motståndare Resultat       | Motståndare Resultat       | Motståndare Resultat    | Placering        |
| ----------------------- | ------------------------ | ---------------------------- | ----------------------------- | -------------------------- | -------------------- | ------------------------------ | -------------------------- | -------------------------- | ----------------------- | ---------------- |
| Mönkhbaataryn Bundmaa   | Halv lättvikt (-52 kg)   | Carrascosa (ESP) L 0000–0100 | Gick inte vidare              | Gick inte vidare           | Gick inte vidare     | Gick inte vidare               | Gick inte vidare           | Gick inte vidare           | Gick inte vidare        | Gick inte vidare |
| Khishigbatyn Erdenet-Od | Lättvikt (-57 kg)        | BYE                          | Quintavalle (ITA) L 0001–1010 | Gick inte vidare           | Gick inte vidare     | Bönisch (GER) L 0001–0110      | Gick inte vidare           | Gick inte vidare           | Gick inte vidare        | Gick inte vidare |
| Tümen-Odyn Battögs      | Halv mellanvikt (-63 kg) | BYE                          | von Harnier (GER) L 0000–1001 | Gick inte vidare           | Gick inte vidare     | Gick inte vidare               | Gick inte vidare           | Gick inte vidare           | Gick inte vidare        | Gick inte vidare |
| Pürevjargalyn Lkhamdegd | Halv tungvikt (-78 kg)   | BYE                          | Yang Xl (CHN) L 0000–1021     | Gick inte vidare           | Gick inte vidare     | Proskurakova (KGZ) W 0230–0000 | Levesque (CAN) W 0110–0101 | Silva (BRA) L 0010–1131    | Gick inte vidare        | Gick inte vidare |
| Dorjgotovyn Tserenkhand | Tungvikt (+78 kg)        | BYE                          | Ulienhoed (NED) W 0010–0001   | Polavder (SLO) L 0000–1100 | Gick inte vidare     | BYE                            | Issanova (KAZ) W 1000–0000 | Mondière (FRA) W 1000–0000 | Ortíz (CUB) L 0000–1000 | 5                |

## Simning
- Huvudartikel: Simning vid olympiska sommarspelen 2008

## Skytte
- Huvudartikel: Skytte vid olympiska sommarspelen 2008

## Tyngdlyftning
- Huvudartikel: Tyngdlyftning vid olympiska sommarspelen 2008